# Abitibi (regionale Grafschaftsgemeinde)
Abitibi ist eine regionale Grafschaftsgemeinde (französisch municipalité régionale du comté, MRC) in der kanadischen Provinz Québec.
Sie liegt in der Verwaltungsregion Abitibi-Témiscamingue und besteht aus 19 untergeordneten Verwaltungseinheiten (eine Stadt, zwölf Gemeinden, drei Kantonsgemeinden, ein Sprengel und zwei gemeindefreie Gebiete). Die MRC wurde am 1. Januar 1983 gegründet. Der Hauptort ist Amos. Die Einwohnerzahl beträgt 24.639 (Stand: 2016) und die Fläche 7.679,36 km², was einer Bevölkerungsdichte von 3,2 Einwohnern je km² entspricht.

## Gliederung
Stadt (ville)
- Amos

Gemeinde (municipalité)
- Barraute
- Berry
- Champneuf
- La Corne
- La Morandière
- La Motte
- Preissac
- Rochebaucourt
- Saint-Dominique-du-Rosaire
- Sainte-Gertrude-Manneville
- Saint-Félix-de-Dalquier
- Saint-Mathieu-d’Harricana

Kantonsgemeinde (municipalité de canton)
- Landrienne
- Launay
- Trécesson

Sprengel (municipalité de paroisse)
- Saint-Marc-de-Figuery

Gemeindefreies Gebiet (territoire non organisé)
- Lac-Chicobi
- Lac-Despinassy

Auf dem Gebiet der MRC Abitibi liegt auch das Indianerreservat Pikogan, das jedoch autonom verwaltet wird und eine Enklave bildet.

## Angrenzende MRC und vergleichbare Gebiete
- Jamésie
- La Vallée-de-l’Or
- Rouyn-Noranda
- Abitibi-Ouest